# Ayumi hamasaki ARENA TOUR 2009 A 〜NEXT LEVEL〜
『ayumi hamasaki ARENA TOUR 2009 A 〜NEXT LEVEL〜』（アユミ・ハマサキ・アリーナ・ツアー・2009・エー・ネクスト・レベル）は、日本の歌手・浜崎あゆみが行ったアリーナツアーであり、2010年4月14日に発売されたDVDである。なお、タイトルにある「A」はロゴ表記。

## 解説
11thアルバム『Rock'n'Roll Circus』と同時発売。
2010年3月10日には、このアリーナツアーと2008年に行ったアジアツアー『ayumi hamasaki ASIA TOUR 2008 〜10th Anniversary〜』を記録した写真集『ayumi hamasaki THE LIVE 2008-2009』がソニー・マガジンズより発売された。また、同年8月28日には『A 3D ayumi hamasaki ARENA TOUR 2009 A 〜NEXT LEVEL〜』として3D映画化された。

## 曲目

### DISC 1
1. Pieces of SEVEN
2. Rule
3. UNITE!
4. Disco-munication
5. EnergizE
6. Sunrise 〜LOVE is ALL〜
7. Load of the SHUGYO
8. LOVE 'n' HATE
9. identity
10. In The Corner
11. HOPE or PAIN
12. GREEN
13. Days
14. evolution
15. SIGNAL
16. rollin'
17. Sparkle
18. Bridge to the sky
19. NEXT LEVEL

### DISC 2
1. Curtain call
2. Sunset 〜LOVE is ALL〜
3. everywhere nowhere
4. Humming 7/4
5. Boys & Girls
6. MY ALL

### DISC 3
- 全公演MC集
- スクリーン映像

## 3D映画

### 解説
2010年8月28日より『A 3D ayumi hamasaki ARENA TOUR 2009 A 〜NEXT LEVEL〜』が、史上初のフル3Dデジタルシネマコンサートと題し3D映画として劇場公開。
TOHOシネマズ六本木ヒルズほか全国73ヶ所の劇場で上映。3D映画用に使用された撮影カメラは22台にも上り、内5台をこのライブのために半年をかけて専用に開発された。
2011年4月20日にはBlu-ray Discが発売された。初回限定盤は3Dジャケットカードが封入されている。
2012年2月1日にアメリカ・ロサンゼルスのビバリーヒルズホテルで国際3D協会（International 3D Society）が主催した「第3回 3D CREATIVE ARTS AWARDS 表彰式」でCREATIVE ARTS AWARDS全16部門のうち「3D Electronic Broadcast Media - Live Event」を受賞。

### 曲目
1. Pieces of SEVEN
2. Rule
3. Sunrise 〜LOVE is ALL〜
4. identity
5. In The Corner
6. HOPE or PAIN
7. GREEN
8. evolution
9. SIGNAL
10. rollin'
11. Sparkle
12. NEXT LEVEL
13. Humming 7/4
14. Boys & Girls
15. MY ALL

## 参加ミュージシャン
- 浜崎あゆみ：Vocal

バンドメンバー
- エンリケ：Bass
- 野村義男：Guitar
- 友成好宏：Keyboards
- 宮崎裕介：Keyboards
- 阿部薫：Drums
- 濱田“ペコ”美和子：Chorus
- 山崎“プリンセス”陽子：Chorus